# Jaime Czarkowski
Jaime Czarkowski (5 dicembre 2003) è una nuotatrice artistica statunitense.

## Palmarès
- Giochi olimpici

Parigi 2024: argento nella gara a squadre.
- Mondiali

Fukuoka 2023: argento nel combined, bronzo nella gara a squadre (programma tecnico).
Doha 2024: bronzo nella gara a squadre acrobatico e nel programma libero.

### Coppa del Mondo
- 14 podi:
  - 5 vittorie (5 nella gara a squadre)
  - 2 secondi posti (2 nella gara a squadre)
  - 7 terzi posti (7 nella gara a squadre)

#### Coppa del mondo - vittorie
| Data          | Luogo    | Paese    | Disciplina      |
| ------------- | -------- | -------- | --------------- |
| 1 giugno 2024 | Markham  | Canada   | Team libero     |
| 5 luglio 2024 | Budapest | Ungheria | Team tecnico    |
| 6 luglio 2024 | Budapest | Ungheria | Team acrobatico |
| 7 luglio 2024 | Budapest | Ungheria | Team libero     |
| 2 marzo 2025  | Parigi   | Francia  | Team acrobatico |